# Jeremiah Clemens
Jeremiah Clemens (ur. 28 grudnia 1814 w Huntsville, zm. 21 maja 1865 w Huntsville) – amerykański polityk związany z Partią Demokratyczną. Reprezentował stan Alabama w Senacie Stanów Zjednoczonych.
Urodził się w Huntsville, gdzie jego rodzice przenieśli się z Kentucky. Ojciec James Clemens był kupcem. Dalekim kuzynem Clemensa był Mark Twain. Uczył się w LaGrange College na Uniwersytecie w Alabamie, prawo ukończył na Transylvania University. Po ukończeniu studiów powrócił do Huntsville, gdzie w 1834 roku ożenił się z Mary L. Read. Mieli jedną córkę.
W 1838 roku został prokuratorem w okręgu Północna Alabama. Dwa lata później został wybrany do legislatury stanowej. W 1841 roku został wybrany na kolejną kadencję, jednak po kilku miesiącach udał się do Teksasu, aby walczyć z meksykańskimi oddziałami atakującymi ten stan. Po powrocie zasiadał w stanowej izbie reprezentantów do 1844 roku.
Brał udział w wojnie amerykańsko-meksykańskiej. Do Alabamy powrócił w 1848 roku w randze pułkownika.
W 1849 roku został wybrany do Senatu Stanów Zjednoczonych w miejsce zmarłego Dixona Halla Lewisa. Nie został wybrany na kolejną kadencję, ponieważ utracił zaufanie Partii Demokratycznej, przede wszystkim z powodu swojego niezdecydowania w sprawie Kompromisu 1850 roku – ugody politycznej dotyczącej zasięgu niewolnictwa w Stanach Zjednoczonych. Clemens początkowo był jej przeciwny, później jednak zmienił zdanie.
Po zakończeniu kadencji przeniósł się do Memphis, gdzie w 1859 roku zaczął wydawać gazetę, Memphis Eagle and Enquirer. Zaczął też pisać powieści historyczne: Bernard Lile (1856) i Mustang Grey (1858) oparte były na jego własnych doświadczeniach z walk w Teksasie, natomiast powieść The Rivals (1860) opowiadała o życiu Aarona Burra i Alexandra Hamiltona. Około 1860 roku powrócił do Huntsville. W 1860 roku, w czasie kryzysu związanego z secesją był przeciwnikiem natychmiastowej secesji południowych stanów z Unii. Opowiadał się za debatą w sprawie secesji, a następnie za zorganizowaniem powszechnego referendum, jednak jego propozycje zostały zignorowane przez zwolenników secesji, którzy stanowili większość. Ostatecznie Clemens podpisał deklarację o secesji Alabamy z Unii Amerykańskiej.
Po wybuchu wojny secesyjnej został mianowany głównym dowódcą armii Alabamy, jednak wkrótce zrezygnował z tej funkcji. Od 1862 roku pracował na rzecz ponownego przyłączenia Alabamy do Unii, a następnie doradzał Abrahamowi Lincolnowi odnośnie do stanu Alabama w procesie rekonstrukcji Stanów Zjednoczonych.
W 1865 roku stan jego zdrowia znacznie się pogorszył. Zdołał napisać jeszcze jedną powieść pt. Tobias Wilson, opowiadającą o działaniach wojennych na terenie północnej Alabamy podczas wojny domowej, a następnie zmarł 21 maja 1865 roku. Pochowany został na cmentarzu Mapple Hill w Huntsville.